# Забава још траје
Забава још траје први је албум уживо српског гаражног и панк рок састава Партибрејкерс. Објављен је 1992. под окриљем издавачке куће Сорабиа диск. Монтажу и обраду снимака на албуму радио је Игор Боројевић, док је извршни продуцент био Милош Гроздановић.
На албуму се налази османаест песама, снимане су на концертима у Зрењанину и Вршцу у лето 1991. године, изузев песама Свако има право на свој мир и Велики свет, које су из 1989. године.

## Листа песама
| №               | Назив                       | Трајање |  |
| 1.              | Ткива                       | 2:19    |  |
| 2.              | Земљотрес                   | 2:47    |  |
| 3.              | Пет испод нуле              | 2:23    |  |
| 4.              | Ноћ                         | 2:37    |  |
| 5.              | Оно што покушавам           | 3:11    |  |
| 6.              | Хипнотисана гомила          | 2:26    |  |
| 7.              | Она живи на брду            | 2:24    |  |
| 8.              | Сунца син                   | 1:51    |  |
| 9.              | Она све зна                 | 3:15    |  |
| 10.             | Вечерас                     | 3:14    |  |
| 11.             | Пут                         | 3:59    |  |
| 12.             | Хиљаду година               | 5:28    |  |
| 13.             | Крени према мени            | 2:40    |  |
| 14.             | Прстен                      | 3:14    |  |
| 15.             | Стој Џони                   | 4:20    |  |
| 16.             | Улични ходач                | 6:05    |  |
| 17.             | Свако има право на свој мир | 3:40    |  |
| 18.             | Велики свет                 | 4:06    |  |
| Укупно трајање: | Укупно трајање:             | 60:38   |  |